# Bursera roseana
Bursera roseana là một loài thực vật có hoa trong họ Burseraceae. Loài này được Rzed., Calderón & Medina mô tả khoa học đầu tiên năm 2007.